# Toxoderidae
Toxoderidae — родина богомолів, яка об'єднує 25 родів комах різного розміру, поширених у Євразії та Африці.

## Таксономія
- Підродина Compsothespinae — єдиний рід Compsothespis
- Підродина Heterochaetinae — єдиний рід Heterochaeta
- Підродина Oxyothespinae
  - триба Heterochaetulini — єдиний рід Heterochaetula
  - триба Oxyothespini — 7 родів
- Підродина Toxoderinae
  - триба Aethalochroini — 3 роди
  - триба Calamothespini — 3 роди
  - триба Toxoderopsini — 4 роди
  - триба Toxoderini — 5 родів

## Різноманіття

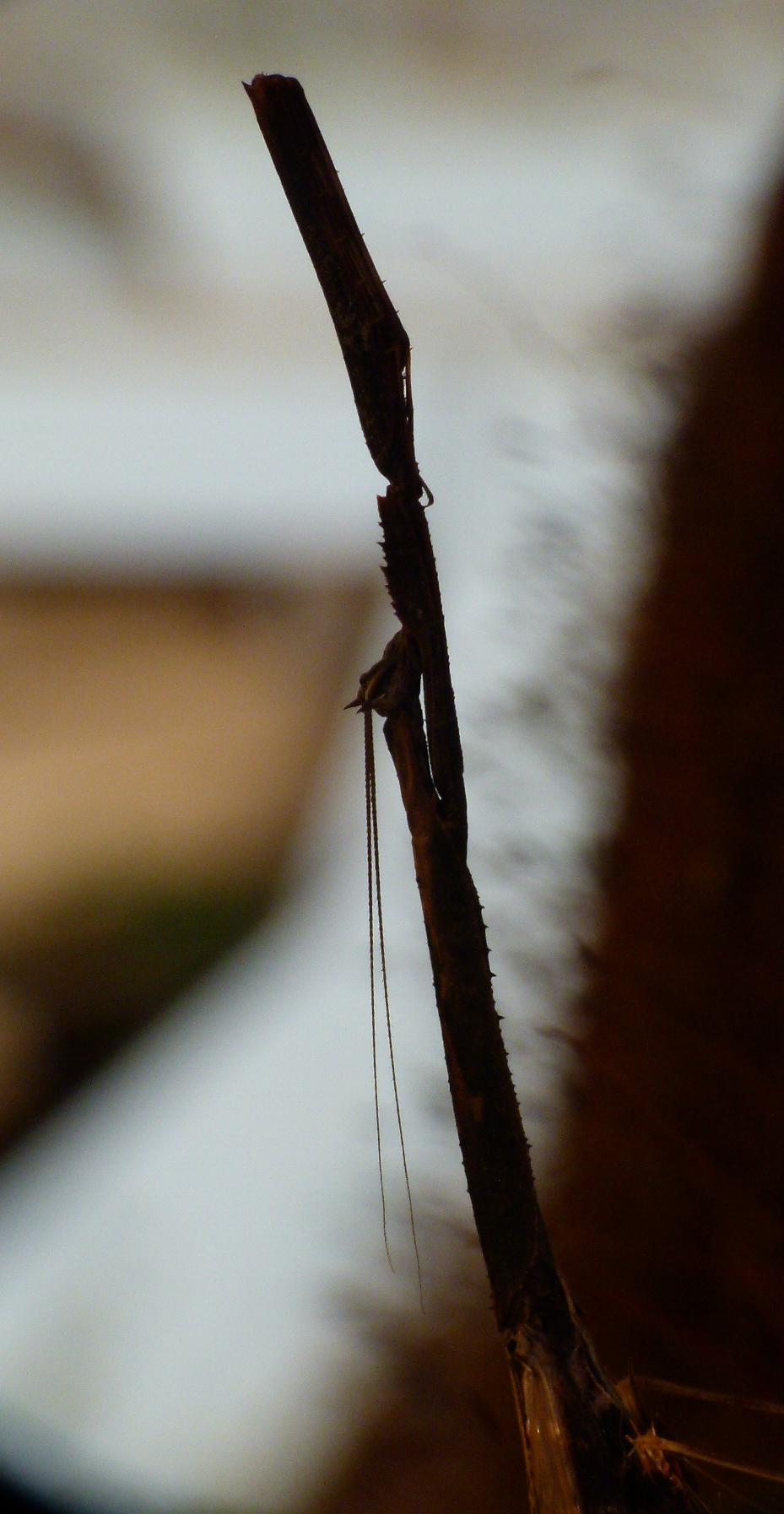
Aethalochroa sp., Індія
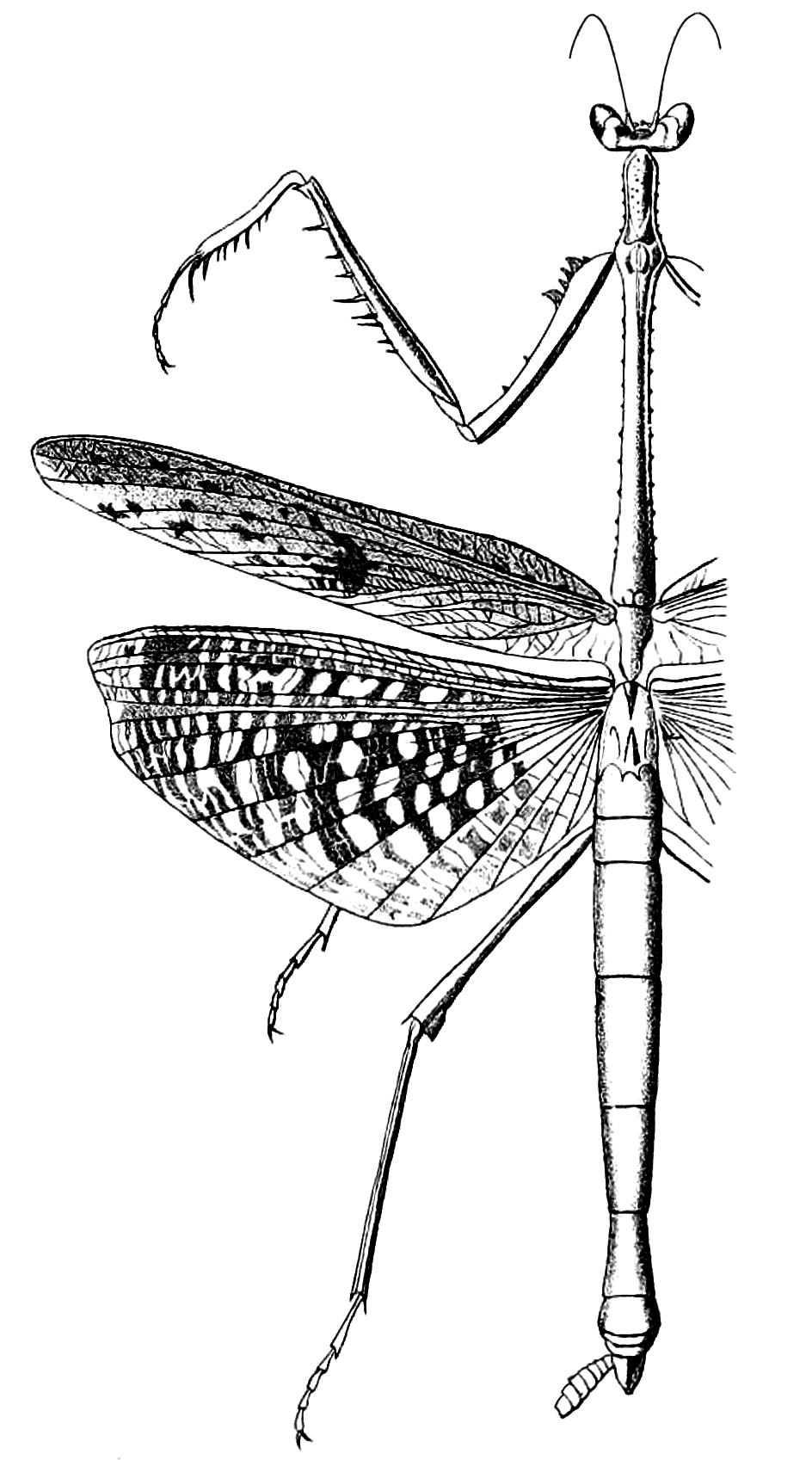
Heterochaeta pantherina
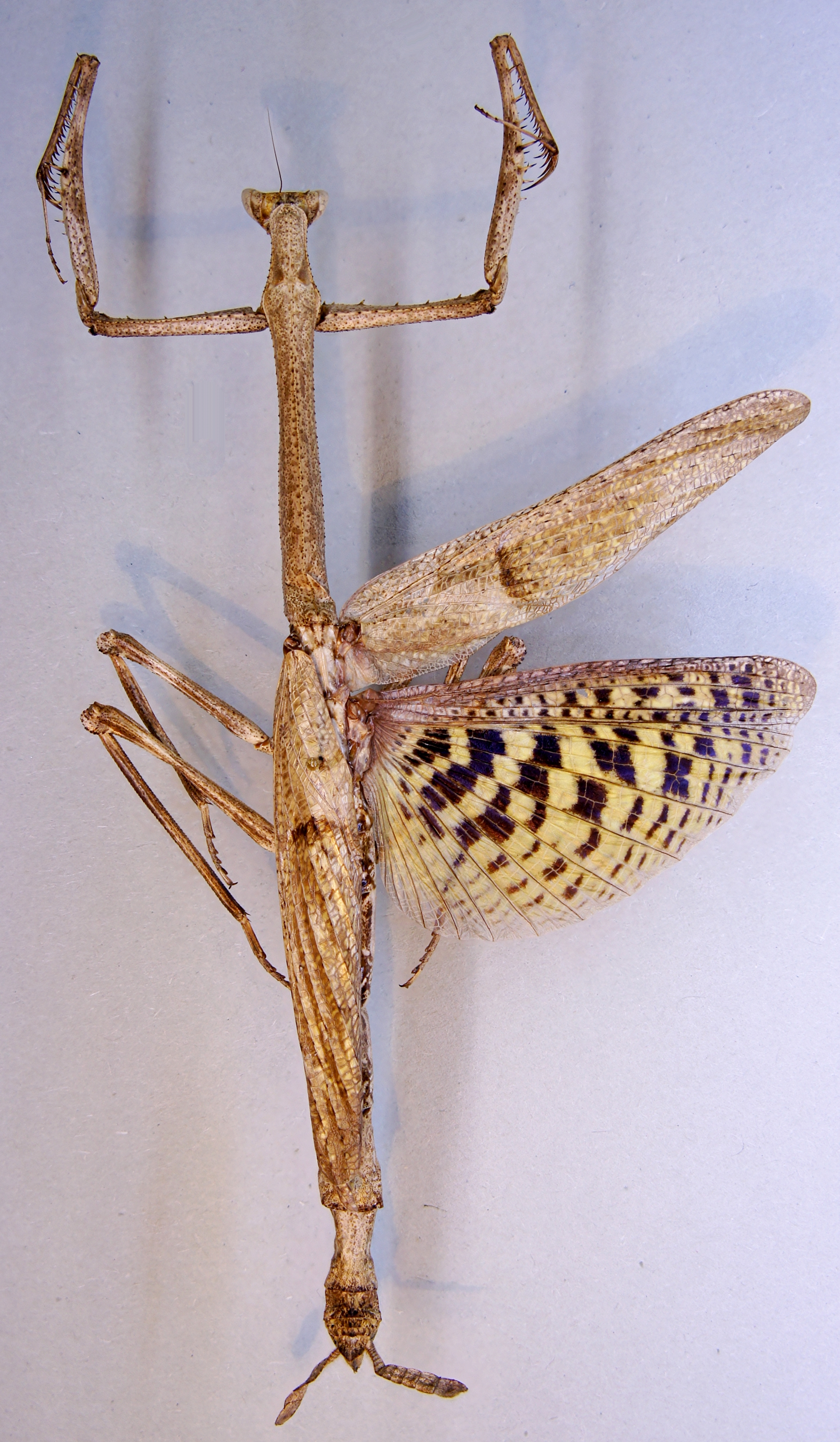
Heterochaeta strachani, Гамбія
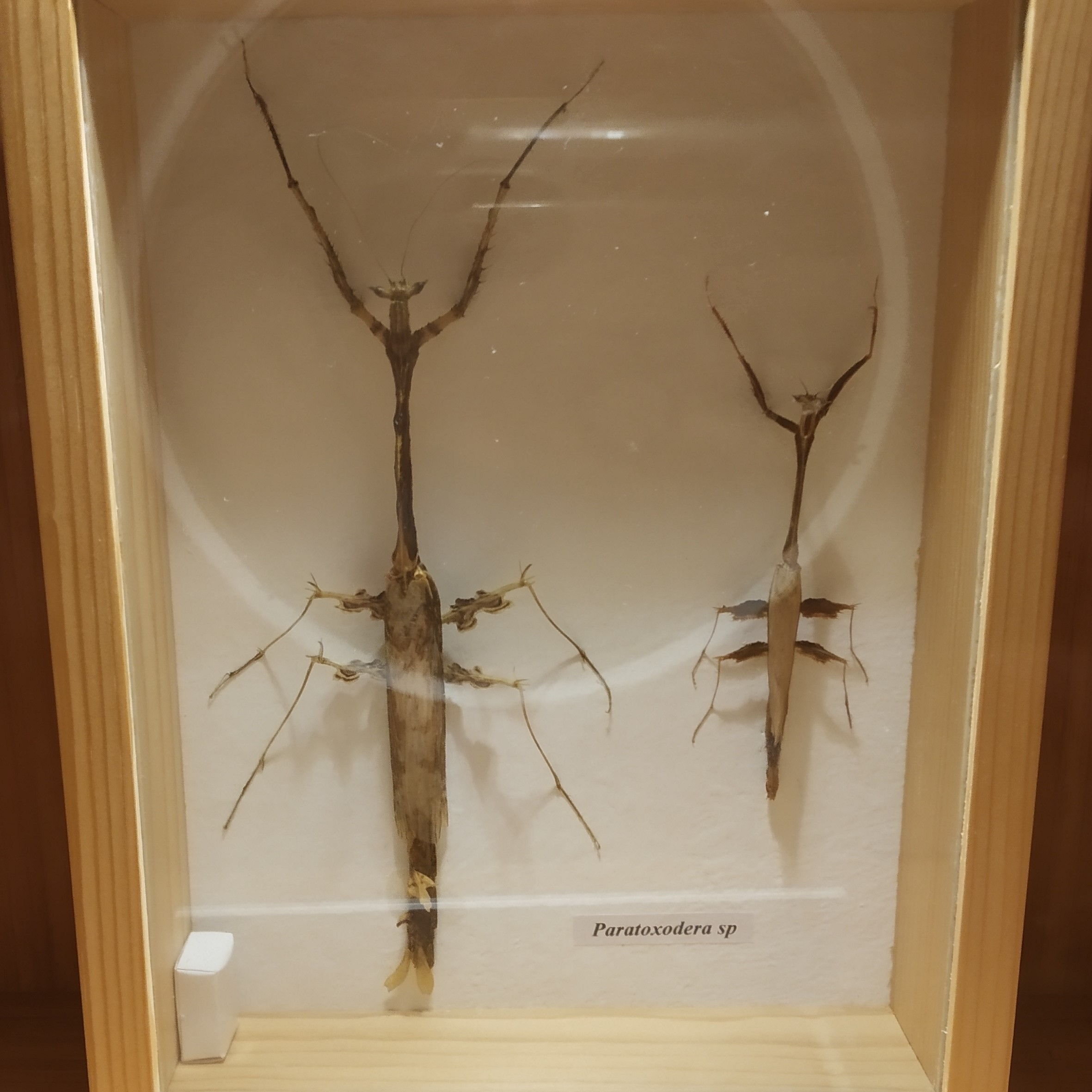
Paratoxodera sp.
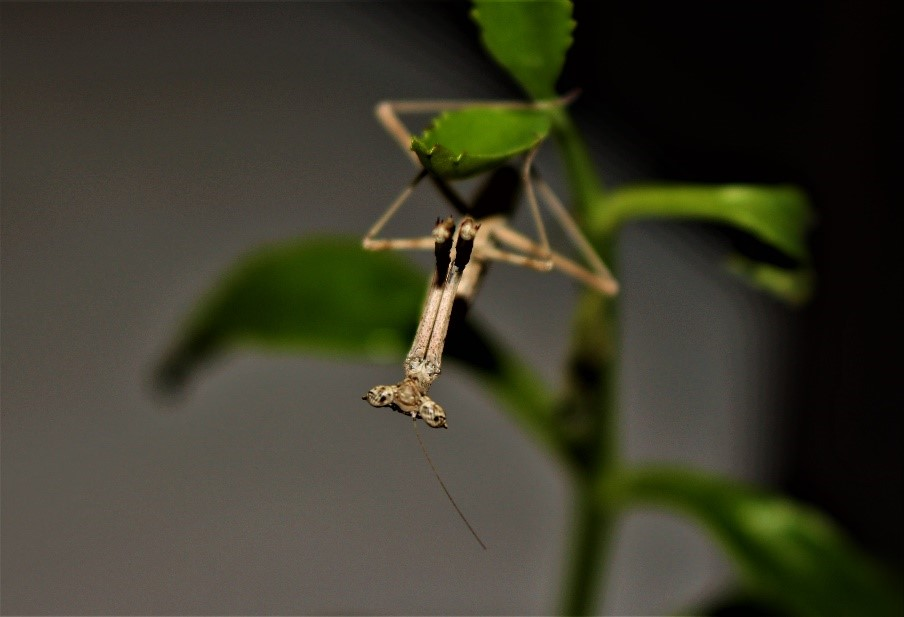
Oxythespis persica, Іран